# طواف سان لويس

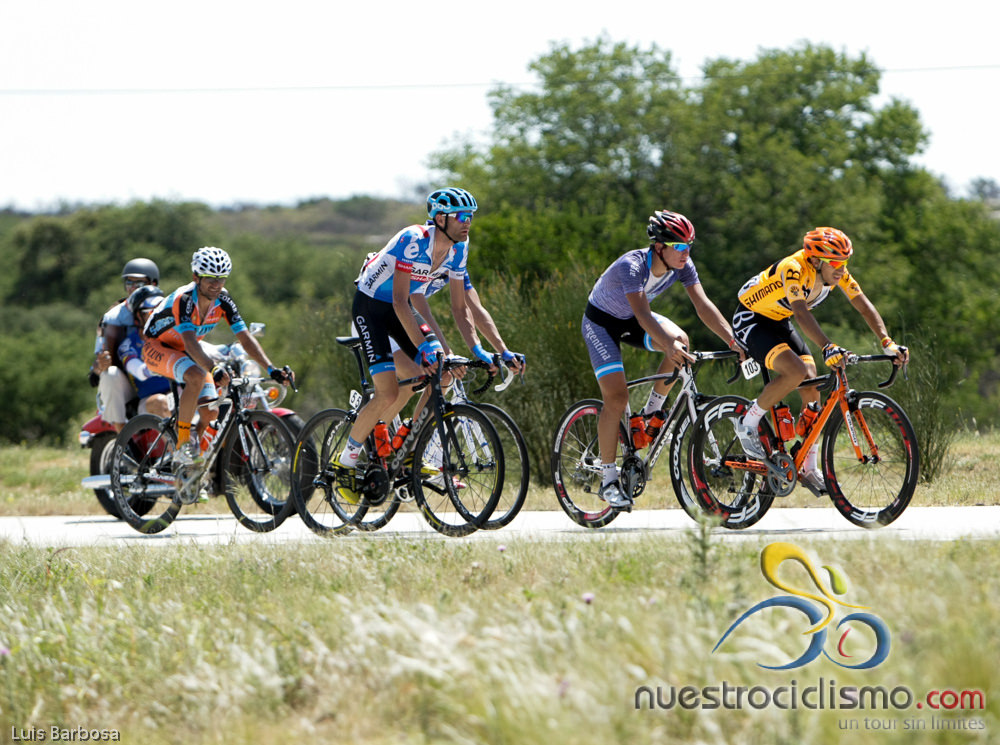
الصورة توضح المرحلة الأولى في طواف سان لويس يوم الاثنين 20 يناير 2014 سان لويس - فيلا مرسيدس (166.2 كم)

طواف سان لويس (بالإنجليزية: Tour de San Luis)‏ هو سباق دراجات هوائية،  من صنف سباق المرحلة ‏،  بدأ في 2007 في الأرجنتين.

## تاريخ

### قائمة الفائزين
| السنة | الفائز           | الثاني            | الثالث                            |
| ----- | ---------------- | ----------------- | --------------------------------- |
| 2007  | Jorge Giacinti ‏  | Fernando Antogna ‏ | فرانسيسكو مانسبو                  |
| 2008  | مارتين غاريدو    | جيراردو فرنانديز  | Jorge Giacinti ‏                   |
| 2009  | Alfredo Lucero ‏  | Jorge Giacinti ‏   | خوسيه سيربا                       |
| 2010  | فينتشينزو نيبالي | خوسيه سيربا       | رافائيل فالس                      |
| 2011  | Marco Arriagada ‏ | خوسيه سيربا       | اينزو مويانو                      |
| 2012  | ليفي ليفيمير     | دانيال دياز       | ستيفان شوماخر                     |
| 2013  | دانيال دياز      | تجي فان جارد إرين | Alex Diniz ‏                       |
| 2014  | نيرو كوينتانا    | Phil Gaimon ‏      | Sergio Godoy (Argentine cyclist) ‏ |
| 2015  | دانيال دياز      | رودولفو توريس     | نيرو كوينتانا                     |
| 2016  | Dayer Quintana ‏  | إدواردو سيبولفيدا | نيرو كوينتانا                     |

## وصلات خارجية
- الموقع الرسمي